# Yoshiki Sasai

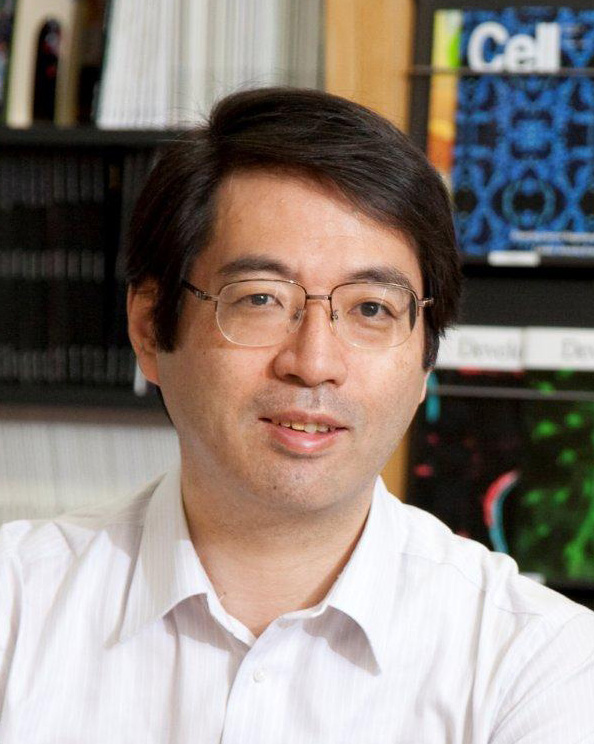
Yoshiki Sasai, etwa 2012

Yoshiki Sasai (jap. 笹井 芳樹, Sasai Yoshiki, * 5. März 1962 in Hyōgo; † 5. August 2014 in Kobe) war ein japanischer Entwicklungsbiologe und Mediziner. Er war Leiter der Gruppe Neurogenese und Organogenese (Sasai Lab) am Zentrum für Entwicklungsbiologie des RIKEN in Kobe und war bekannt für die Entwicklung von organähnlichem Gewebe aus Stammzellen (Organoide).

## Werdegang und Forschungsthemen
Sasai machte 1986 seinen M.D. Abschluss als Mediziner an der Medizinischen Fakultät der Universität Kyōto. 1986 bis 1988 machte er eine Facharztausbildung in Allgemeiner Medizin und Notfallmedizin. Danach wandte er sich der Grundlagenforschung zu und wurde 1993 bei Shigetada Nakanishi an der Universität Kyoto mit einer Arbeit über neurospezifische Transkriptionsfaktoren der HES-Familie promoviert. Als Post-Doktorand war er bis 1996 an der UCLA School of Medicine bei Edward M. De Robertis (* 1947). Ab 1996 war er Assistenzprofessor und ab 1998 Professor an der Medizinischen Fakultät der Universität Kyoto.
Sasai untersuchte in seinem Labor die molekulare und zelluläre Basis der Weichenstellungen in der neuronalen Morphogenese. Ihm gelang die Bildung künstlicher Netzhäute in vitro, indem er Stammzellen sich nicht wie üblich in Kulturschalen, sondern frei schwebend in Flüssigkeiten entwickeln ließ, wo sie spontan Kugeln von rund 3000 Zellen bildeten, mit netzhautähnlichen Zellen in augenförmigen Hervorwölbungen. Seine Gruppe arbeitet auch an Stammzellen, die dopaminerzeugende Zellen bei der Therapie der Parkinson-Krankheit liefern sollen, die eine Folge des Absterbens solcher Zellen ist. 2012 wurde er mit dem Takeda-Medizinpreis ausgezeichnet.
Er war im Herausgebergremium von Neuron, Development, Genesis und Developmental Dynamics. 2013 erhielt er den Hans-Sigrist-Preis der Universität Bern.
Yoshiki Sasai geriet 2014 wegen einer fehlerhaften Studie (stressinduzierter Übergang von normalen zu Stammzellen, STAP-Zelle) seiner Mitarbeiterin Haruko Obokata, die im März 2014 von einem Komitee des RIKEN wegen wissenschaftlichen Fehlverhaltens verurteilt worden war, selbst in die Kritik. Sasai war Koautor der beanstandeten Studien und wurde im Bericht des Komitees zwar von wissenschaftlichem Fehlverhalten freigesprochen, ihm wurde aber mangelnde Kontrolle der veröffentlichten Ergebnisse vorgeworfen. Anfang August 2014 wurde Sasai im Riken-Zentrum für Entwicklungsbiologie in Kobe erhängt aufgefunden.

## Schriften
- Mototsugo Eiraku, Yoshiki Sasai et al.: Self-organized formation of polarized cortical tissues from ESCs and its active manipulation by extrinsic signals. In: Cell Stem Cell. Band 3, Nr. 5, 2008, S. 519–532, doi:10.1016/j.stem.2008.09.002